# Holophryxus polyandrus
Holophryxus polyandrus là một loài chân đều trong họ Dajidae. Loài này được Schultz miêu tả khoa học năm 1978.